# اوتلوک (صندوق‌لی)
اوتلوک (به ترکی استانبولی: Otluk) یک منطقهٔ مسکونی در ترکیه است که در صندوق‌لی واقع شده‌است.